# Écurey-en-Verdunois
Écurey-en-Verdunois település Franciaországban, Meuse megyében. Lakosainak száma 113 fő (2022. január 1.). Écurey-en-Verdunois Bréhéville, Lissey, Peuvillers, Réville-aux-Bois és Vilosnes-Haraumont községekkel határos.

## Népesség
A település népességének változása:
| Lakosok száma | 240  | 161  | 156  | 132  | 132  | 128  | 124  | 118  | 115  | 113  |
|               | 1968 | 1982 | 1990 | 2006 | 2013 | 2015 | 2017 | 2019 | 2020 | 2022 |